# Định thức Brahmagupta–Fibonacci
Trong đại số, định thức Brahmagupta–Fibonacci biến tích của hai tổng hai số chính phương thành tổng của hai số chính phương dưới hai cách khác nhau. Cụ thể hơn, định lý phát biểu
{\displaystyle {\begin{aligned}\left(a^{2}+b^{2}\right)\left(c^{2}+d^{2}\right)&{}=\left(ac-bd\right)^{2}+\left(ad+bc\right)^{2}&&(1)\\&{}=\left(ac+bd\right)^{2}+\left(ad-bc\right)^{2}.&&(2)\end{aligned}}}
Ví dụ chẳng hạn,
{\displaystyle (1^{2}+4^{2})(2^{2}+7^{2})=26^{2}+15^{2}=30^{2}+1^{2}.}
Đồng thời, định thức cho thấy tập các tổng hai số chính phương đóng dưới phép nhân. Định thức còn biết dưới tên định thức Diophantus (định thức Đi-ô-phăng),  bởi nó được lần đầu chứng minh bởi Diophantus xứ Alexandria.  Nó là trường hợp đặc biệt của định lý bốn số chính phương của Euler, và cũng là của định thức Lagrange. 
Brahmagupta chứng minh và sử dụng dạng tổng quát hơn là định thức Brahmagupta, phát biểu rằng
{\displaystyle {\begin{aligned}\left(a^{2}+nb^{2}\right)\left(c^{2}+nd^{2}\right)&{}=\left(ac-nbd\right)^{2}+n\left(ad+bc\right)^{2}&&(3)\\&{}=\left(ac+nbd\right)^{2}+n\left(ad-bc\right)^{2}.&&(4)\end{aligned}}}
Định thức này cho thấy khi cố định giá trị A, tập các số dưới dạng x2 + Ay2 đóng dưới phép nhân.
Các định thức này thỏa mãn cho mọi số nguyên, cũng như các số hữu tỉ, và tổng quát hơn chúng đúng trong bất kỳ vành giao hoán.  Mỗi dạng của định thức đều có kiểm chứng lại bằng cách khai triển cả hai vế của phương trình.

## Lịch sử
Định thức lần đầu xuất hiện trong cuốn Arithmetica (chương III, 19) của Diofantus vào thế ký thứ ba sau công nguyên. Nó được phát hiện lại bởi Brahmagupta (598–668), nhà toán học và nhà thiên văn học người Ấn. Ông tổng quát nó thành định thức Brahmagupta rồi sử dụng chúng để áp dụng trong cho phương trình Pell. Cuốn Brahmasphutasiddhanta của ông sau được dịch từ Sanskrit sang tiếng Ả Rập bởi Mohammad al-Fazari, rồi sang tiếng Latin trong 1126. Vào 1225, Fibonacci giới thiệu định thức này ở Tây Âu, trong cuốn The Book of Squares, và do vậy, tên của định thức thường được gắn liền với ông.

## Các định thức liên quan
Các định thức tương tự bao gồm định lý bốn số chính phương của Euler liên hệ với các quaternion, và định thức tám số chính phương của Degen lấy từ các số octonion mà đồng thời có quan hệ với tuần hoàn Bott. Ngoài ra còn có định thức 16 số chính phương của Pfister, song trong dạng này nó không còn song tuyến tính nữa.
Các định thức này có quan hệ mạnh mẽ với phân loại Hurwitz cho các đại số hợp thành.
Định thức Brahmagupta–Fibonacci còn là dạng đặc biêt của định thức Lagrange mà bản thân nó là dạng đặc biệt của định thức Binet–Cauchy, định thức này được tổng quát tiếp thành công thức Cauchy–Binet cho định thức ma trận.

## Tính nhân tính của các số phức
Nếu a, b, c, và d là các số thực, định thức Brahmagupta–Fibonacci tương đương với tính nhân tính của giá trị tuyệt đối của số phức:
{\displaystyle |a+bi|\cdot |c+di|=|(a+bi)(c+di)|.}
Ta có thể chứng minh như sau: Khai triển vế phải và bình phương cả hai vế thu được:
{\displaystyle |a+bi|^{2}\cdot |c+di|^{2}=|(ac-bd)+i(ad+bc)|^{2},}
mà theo định nghĩa của giá trị tuyệt đối, phương trình trên tương đương với
{\displaystyle (a^{2}+b^{2})\cdot (c^{2}+d^{2})=(ac-bd)^{2}+(ad+bc)^{2}.}
Tính tương tự trong trường hợp a, b, c, và d là các số hữu tỉ cho thấy định thức có thể suy diễn là chuẩn của trường Q(i) có tính nhân tính: 
{\displaystyle N(a+bi)=a^{2}+b^{2},}

## Ứng dụng cho phương trình Pell
Trong bối cảnh ban đầu, Brahmagupta áp dụng phát hiện này để tìm nghiệm nguyên cho phương trình Pell x2 − Ay2 = 1. Sử dụng định thức dưới dạng tổng quát hơn
{\displaystyle (x_{1}^{2}-Ay_{1}^{2})(x_{2}^{2}-Ay_{2}^{2})=(x_{1}x_{2}+Ay_{1}y_{2})^{2}-A(x_{1}y_{2}+x_{2}y_{1})^{2},}
ông có thể "hợp" bộ ba (x1, y1, k1) và (x2, y2, k2) là nghiệm của x2 − Ay2 = k, để sinh ra nghiệm mới sau
{\displaystyle (x_{1}x_{2}+Ay_{1}y_{2}\,,\,x_{1}y_{2}+x_{2}y_{1}\,,\,k_{1}k_{2}).}
Không những cách này cho phép sinh vô hạn số nghiệm cho x2 − Ay2 = 1 bắt đầu từ một nghiệm, mà khi chia phép hợp thành đó bởi k1k2, ta có thể tìm ra nghiệm nguyên hoặc "gần nguyên" cho phương trình. Phương pháp tổng quát để giải phương trình Pell được đưa bởi Bhaskara II trong 1150, với tên là phương pháp chakravala, nó cũng dựa trên định thức này.

## Viết số nguyên thành tổng của hai số chính phương
Khi xét cùng với các định lý của Fermat, định thức Brahmagupta–Fibonacci có thể dùng để chứng minh tích một số chính phương với bất kỳ số nguyên tố thuộc dạng 4n + 1 có thể viết thành tổng hai số chính phương.